# Autorité exécutive temporaire des Nations unies
1962–1963
Entités précédentes :
- Nouvelle-Guinée néerlandaise

Entités suivantes :
- Indonésie

L’Autorité exécutive temporaire des Nations unies, en anglais United Nations Temporary Executive Authority (UNTEA), ou l’Autorité exécutive temporaire des Nations unies en Nouvelle-Guinée occidentale, en anglais United Nations Temporary Executive Authority in West New Guinea, ou la Force de sécurité des Nations unies en Nouvelle-Guinée occidentale, en anglais United Nations Security Force in West New Guinea (UNSF), est une administration temporaire des Nations unies de la colonie de Nouvelle-Guinée néerlandaise durant quelques mois en 1962 et en 1963. Cette administration est mise en place conformément à l’accord de New York signé entre l'Indonésie et les Pays-Bas le 15 août 1962 dans les bureaux des Nations unies. La mise en place de l'Autorité exécutive temporaire des Nations unies devait permettre une autodétermination du territoire qui fut effective le 1er mai 1963 avec l'incorporation de la Nouvelle-Guinée occidentale dans le découpage administratif de l'Indonésie sous la forme d'une province. Mais cette décision est contestée par des organisations indépendantistes dont certaines sont armées comme l'Organisation pour une Papouasie libre.

## Géographie
L'Autorité exécutive temporaire des Nations unies occupe l'intégralité de l'ancienne colonie de la Nouvelle-Guinée néerlandaise soit la partie occidentale de l'île de Nouvelle-Guinée et les îles proches comme les îles Schouten, Numfoor, Japen, Waigeo ou encore Misool. Au total, la superficie du territoire couvre 420 540 km2. Sa seule frontière terrestre est partagée avec le territoire de Papouasie-Nouvelle-Guinée. La capitale du territoire est Kotabaru située au nord-est.
Les monts Maoke forment l'épine dorsale de la Nouvelle-Guinée et coupent la colonie en deux. De part et d'autre de cette chaîne de montagnes qui culmine à 4 884 mètres d'altitude à la pyramide Carstensz s'étendent de vastes plaines couvertes de forêts pluviales et marécageuses, notamment au sud. L'extrême Ouest du territoire est découpé en de nombreuses péninsules dont la plus grande est la péninsule de Doberai.
Le climat de la majorité du territoire est équatorial mais un climat montagnard est présent sur les plus hauts sommets des monts Maoke.

## Histoire

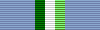
Ruban de la médaille de l'Autorité exécutive temporaire des Nations unies.

En 1660 la VOC (Vereenigde Oostindische Compagnie, c'est-à-dire la Compagnie néerlandaise des Indes orientales), présente dans les Moluques depuis 1605, reconnaît la suzeraineté du sultan de Tidore, alors un des principaux États de l'est de l'archipel indonésien, sur les Papous. Tidore, dont l'importance a disparu avec le déclin du commerce des épices au XVIIIe siècle, réaffirme son statut de vassal des Néerlandais au début des années 1870. La Nouvelle-Guinée occidentale est ainsi directement intégrée aux Indes néerlandaises.
Lorsqu'à l'issue de la conférence de la Table ronde de La Haye, le royaume des Pays-Bas transfère formellement le 27 décembre 1949 la souveraineté sur le territoire de son ancienne colonie à la république des États unis d'Indonésie, ce transfert n'inclut pas la Nouvelle-Guinée occidentale. Les deux parties sont en effet convenues que ce territoire ferait l'objet de discussions en 1950. 
Les Pays-Bas maintiennent leur administration au-delà de la date butoir. L'affaire est portée devant les Nations unies en 1954. L'Indonésie considère que la Nouvelle-Guinée occidentale lui revient de droit tandis que les Pays-Bas désirent une autodétermination de la population papoue qu'ils prétendent être « ethniquement et culturellement différente » des Indonésiens. Toutefois, aucune décision ne ressort de l'examen de l'affaire de 1954 à 1957, en 1961 et en 1962.
La tension monte entre les Pays-Bas et l'Indonésie lorsque des parachutistes de ce pays sont largués au-dessus de la Nouvelle-Guinée néerlandaise. Les Pays-Bas considèrent cette intrusion comme une agression armée tandis que l'Indonésie invoque le droit aux Indonésiens de se déplacer librement dans leur propre pays. Plusieurs combats ont lieu entre les forces armées des Pays-Bas et l'armée indonésienne appuyé par l'Union soviétique. dont la bataille de la mer d'Arafura.
Les pourparlers entre les deux pays et sous l'égide des Nations unies aboutissent finalement à un accord le 31 juillet 1962, signé par les différentes parties le 15 août 1962 dans les bureaux des Nations unies sous le nom d'« accord de New York ».

L'accord de New York prévoit le transfert de la souveraineté de la Nouvelle-Guinée néerlandaise à une administration temporaire spéciale des Nations unies baptisée United Nations Temporary Executive Authority (UNTEA) et confiée à un administrateur reconnu par les Pays-Bas et l'Indonésie et avalisé par les Nations unies. Cette administration prend effet le 1er octobre 1962. Cette autorité voit sont mandat formellement définis le 21 septembre 1962 par la résolution 1752 de l'Assemblée générale des Nations unies. Elle a pour mission de maintenir l'ordre et la sécurité de la population et assurer une continuité de l'administration et l'État de droit en appliquant les lois qui y étaient en vigueur jusqu'à la consultation populaire qui devra être organisée au plus tard en 1969. Le bras armé de cette administration, appelé United Nations Security Force in West New Guinea (UNSF), est mis en place quelques semaines avant le 1er octobre 1962. Cette force de sécurité composée de 1 500 soldats pakistanais appuyés par des unités canadiennes et américaines est commandée par le général pakistanais Said Uddin Khan. Par la suite, d'autres unités comme la police civile, le Corps des volontaires papous ou bien les militaires indonésiens sont placés sous l'autorité de cette force de sécurité. L'administrateur de l'UNTEA est dans un premier temps José Rolz-Bennett avant qu'il ne soit remplacé par Djalal Abdoh le 15 novembre 1962.
Dans l'administration, la transition est marquée par le départ de la plupart des fonctionnaires néerlandais, y compris le gouverneur général de la colonie, avant le 1er octobre. Certains postes vides sont ainsi attribués à des fonctionnaires papous par promotion et à des fonctionnaires indonésiens dépêchés sur place. Le 1er octobre 1962, le drapeau des Nations unies est hissé à côté du drapeau néerlandais, les prisonniers politiques condamnés avant cette date sont amnistiés et la capitale du territoire, Hollandia, est rebaptisée Kotabaru.
Au fil des semaines, le transfert de souveraineté vers l'Indonésie s'effectue peu à peu si bien que le 31 décembre 1962, le drapeau néerlandais flottant à côté du drapeau des Nations unies est remplacé par le drapeau indonésien.
Le 1er mai 1963, le territoire est transféré à l'Indonésie sous la forme d'une province et l'administrateur des Nations unies, Djalal Abdoh, cède la place à son gouverneur, Soedjarwo Tjondronegoro.

### Source
- (en) United Nations - UNSF